# Islands (King Crimson)
Islands  is een album uit 1971 van de Britse progressieve-rockband King Crimson. Het is het vierde album van de band. Dit album wordt getypeerd door zijn wat mysterieuze sfeer en structuur en avant-gardistische toepassing van bepaalde instrumenten. Ook klassieke invloeden zijn op dit album te vinden. Naast gitarist en bandleider Robert Fripp is een hoofdrol weggelegd voor Mel Collins, de blazer die onder andere bij Camel werkte en daar zeer melodieus speelde, maar op dit album veel experimenteler te werk gaat. Op het titelnummer is verder een basfluit te horen.
In 2010 verscheen een uitvoerige "40th Anniversary" remaster van Islands, waarvoor gerenommeerd en veelvuldig bekroond producer Steven Wilson, meer bekend als kopstuk van de band Porcupine Tree, in samenwerking met Fripp een geheel nieuwe mix opstelde. Hetzelfde gebeurde voor de albums In the Court of the Crimson King, Lizard, en Red.

## Tracks
1. "Formentera Lady" (Robert Fripp / Peter Sinfield)
2. "Sailor's Tale" (Robert Fripp)
3. "The Letters" (Robert Fripp / Peter Sinfield)
4. "Ladies of the Road" (Robert Fripp / Peter Sinfield)
5. "Prelude: Song of the Gulls" (Robert Fripp)
6. "Islands" (Robert Fripp / Peter Sinfield)

## Bezetting
- Robert Fripp: gitaar
- Peter Sinfield: teksten, licht
- Mel Collins: saxofoon, dwarsfluit
- Boz (Burrell): basgitaar, zang
- Ian Wallace: drums, percussie

Met medewerking van:
- Marc Charig: kornet
- Keith Tippett: piano
- Robin Miller: hobo
- Harry Miller
- Paulina Lucas: zang